# Pterolophia paralatipennis
Pterolophia paralatipennis är en skalbaggsart som beskrevs av Stefan von Breuning 1973. Pterolophia paralatipennis ingår i släktet Pterolophia och familjen långhorningar.
Artens utbredningsområde är Laos. Inga underarter finns listade i Catalogue of Life.